# Kanton Rochefort-Nord
Kanton Rochefort-Nord je francouzský kanton v departementu Charente-Maritime v regionu Poitou-Charentes. Do kantonu patří část města Rochefort a dalších 7 obcí. Asi 3 km od pobřeží ostrova Île-d'Aix (na území stejnojmenné obce) se nachází Pevnost Boyard.

## Obce
- Breuil-Magné
- Fouras
- Île-d'Aix (ostrov Île-d'Aix)
- Loire-les-Marais
- Rochefort (část)
- Saint-Laurent-de-la-Prée
- Vergeroux
- Yves